# あまくらぶ
あまくらぶは、2014年4月から2015年3月まで1年間の期間限定で岩手県久慈市出身の高校生海女5人組が「歌って・踊って・潜って北三陸をPR」をテーマとして活動を行っていたグループである。

## 概要

### 高校生海女クラブ
「北限の海女」で知られる小袖海岸を有する岩手県の久慈市観光物産協会では2005年（平成17年）に、後継者育成をかねて地元高校生を対象とした「高校生海女クラブ」を設立、毎年夏休みを中心にベテラン海女から素潜りを教わり、素潜り実演や各種イベントへの参加・接客などを通じて久慈市のPRを行っている。
2013年（平成25年）上半期にNHKで制作、放送された連続テレビ小説『あまちゃん』のヒットによって、ロケ地である久慈市の観光客が増加すると、お盆休みの8月11日から18日にかけて同市中町2丁目の道の駅くじ・やませ土風館駐車場内に「高校生海女クラブ」プロデュースの「アマリンカフェ」をオープンし話題を呼んだ。9月8日にも早稲田大学で開催された「ふるさと回帰フェア2013」において「アマリンカフェ」の出張企画として「海女カフェ」を1日限定でオープンし、地元の特産品を販売した。

### あまくらぶ
2013年9月28日の『あまちゃん』放送終了後、同クラブ所属の中川沙耶を中心とした5名が久慈地域を盛り上げるために自主的に「あまくらぶ」を結成した。アイドルを目指すのではなく「久慈のヒロイン」として地元の活性化を望む思いから、あえてグループ名を大きく変えず平仮名の「あまくらぶ」としたという。2015年3月号の月刊DANASSに掲載された「あまくらぶ特集」によると「あまくらぶ」の活動は高校生の一部活動であるといい、あまくらぶのファンは「ぶいん（部員）」と呼ばれていた、また「あまくらぶいん」と呼ばれる場合もあった。

## 略歴
2014年（平成26年）4月6日、道の駅くじ・やませ土風館6周年記念感謝祭でステージデビュー、同日、三陸鉄道久慈駅前の噴水広場で開催された三陸鉄道北リアス線の全通再開記念イベント「駅前賑わい市」のステージに立った。4月27日に開催された「久慈春まつり」地元アイドルライブバトルではチャーマンズ（盛岡市）、アースガールズ（八戸市）と共に出演しオリジナル曲「かじぇに会いたい」を初披露した。
5月25日からは『あまちゃん』放送終了後の喪失感や惜別感を抱えるファンを癒そうと久慈市中心部にある「あまちゃんハウス」にて「あまロスクリニック」を開催、同年6月8日には道の駅くじ「やませ土風館」にて第1回定期公演を開催。その後、月1回の定期公演を軸に地元久慈市のイベントを中心に出演していた。
7月には岩手県魅力発信PR特使「いわて☆はまらいん特使」に就任した岩手県出身の俳優・村上弘明と共に、PR動画第2弾〜岩手の地域資源篇「ホシは北限のアマ」〜編に出演、8月30日には岩手県盛岡市で開催された『あまちゃん』ファンの集い「あまちゃんサミット」に出演、8月31日に開催した定期公演ではオリジナル曲「かじぇに会いたい」「がんばらねばーぎぶあっぷ」を収録したデビューシングルを発売した。
9月20日に開催された「久慈市秋祭り」中日の郷土芸能大パレードでは、『あまちゃん』で音楽を担当した大友良英率いる「あまちゃんビッグバンド」と共に久慈市内を練り歩いた。12月23日に開催した第7回定期公演「あまくらぶ定期公演 〜クリスマススペシャル〜」では新曲「あまークリスマス」を披露した。
6月21日にJR秋葉原駅で開催された「第2回三陸のものマルシェ」、12月20日に東日本旅客鉄道（JR東日本）上野駅で開催された「いわて産直市」、2015年（平成27年）1月11日に東京ドームで開催された「ふるさと祭り東京2015」への出演など、東京での北三陸のPR活動やステージも好評を博した。
2015年3月7日、久慈市文化会館アンバーホールにて開催された卒業公演には市内県内はもとより全国から立ち見客が出るほどのファンが集まった、公演後にはラストシングル「ありがとう」を発売。同日、久慈市長遠藤譲一より北三陸観光大使に任命された。
高校卒業後、中川沙耶と佐々木紫苑は歌手を目指して関東の学校に進学、日ノ沢穏は美容師を目指し専門学校へ、岩舘ひろみと中野百瑛は地元に残り、就職・進学へと各々の進路を決めた。地元に残った2人は北三陸観光大使として、2015年4月11日に道の駅くじ・やませ土風館で始まった「あまちゃんを観る会」の開会宣言を行うなど、引き続きPR活動を行なっている。

## メンバー
| 氏名 （よみがな）               | 愛称                 | 生年月日 （現年齢）    | 色種 | テーマカラー   | 備考     |
| ------------------------------- | -------------------- | ---------------------- | ---- | -------------- | -------- |
| 中川 沙耶 （なかがわ さや）     | さやちゃん、さやごん | 1996年7月19日（28歳）  |      | ライトグリーン | リーダー |
| 日ノ沢 穏 （ひのさわ やすき）   | やっちゃん           | 1996年11月29日（28歳） |      | イエロー       |          |
| 佐々木 紫苑 （ささき しおん）   | しおんちゃん、しおん | 1997年2月27日（28歳）  |      | ピンク         |          |
| 中野 百瑛 （なかの もえ）       | もえちゃん           | 1996年9月22日（28歳）  |      | ブルー         |          |
| 岩舘 ひろみ （いわだて ひろみ） | ろみちゃん           | 1996年7月28日（28歳）  |      | パープル       |          |

## 作品

### シングル
- 「かじぇに会いたい / がんばらねばーぎぶあっぷ」（2014年8月31日、一般社団法人久慈市観光物産協会）
- 「ありがとう」（2015年3月7日、一般社団法人久慈市観光物産協会）
  - 各ディスクジャケットには漫画家なかはら★ももたによる「あまくらぶ」メンバーのイラストが用いられている[27][28]。

## ライブ

### 定期公演
| 公演日         | # | 公演名                                      | 会場                                              | 備考                                                 |
| -------------- | - | ------------------------------------------- | ------------------------------------------------- | ---------------------------------------------------- |
| 2014年06月08日 | 1 | あまくらぶ定期公演                          | 道の駅くじ・やませ土風館 「風の館」多目的ホール   | ダンスステージ・握手・名刺交換会                     |
| 2014年07月06日 | 2 | あまくらぶ定期公演                          | 道の駅くじ・やませ土風館 「風の館」多目的ホール   |                                                      |
| 2014年08月31日 | 3 | あまくらぶ定期公演                          | 道の駅くじ・やませ土風館 「風の館」山車展示ホール | 中学生以下の来場者に特製あまくらぶグッズプレゼント。 |
| 2014年10月25日 | 4 | あまくらぶ定期公演ハロウィンスペシャル      | 道の駅くじ・やませ土風館 「風の館」多目的ホール   | 仮装した来場者にプレゼント。                         |
| 2014年11月23日 | 5 | あまくらぶ定期公演                          | 道の駅くじ・やませ土風館 「風の館」多目的ホール   | 種市高校海洋開発科の南部ダイバーと共演。             |
| 2014年12月23日 | 6 | あまくらぶ定期公演 〜クリスマススペシャル〜 | 道の駅くじ・やませ土風館 「風の館」多目的ホール   | あまくらぶとビンゴ大会。                             |
| 2015年01月18日 | 7 | あまくらぶ定期公演                          | 道の駅くじ・やませ土風館 「風の館」多目的ホール   |                                                      |
| 2015年02月28日 | 8 | あまくらぶ定期公演                          | 道の駅くじ・やませ土風館 「風の館」多目的ホール   | 最後の定期公演                                       |
| 2015年03月07日 | 9 | あまくらぶ卒業公演                          | 久慈市民文化会館 「アンバーホール」               | 北三陸観光大使に任命される                           |

## 出演
- あまくらぶのページ より[29]

### テレビ
- mitスーパーニュース（2014年9月4日、岩手めんこいテレビ）
- はちきゅん（2014年11月22日、岩手めんこいテレビ） - 生ライブ出演
- 5きげんテレビ（2014年12月8日、テレビ岩手） - 生中継
- じゃじゃじゃTV（2015年1月17日、IBC岩手放送） - 生ライブ出演
- 東北ローカル鉄道をゆく「春・室井滋」（2015年3月28日、NHK BSプレミアム）[30][31]
- きらり!えん旅 八代亜紀 岩手・久慈市へ（2015年4月22日、4月28日、4月29日、NHK-BSプレミアム）[32]

### ラジオ
- OH! HAPPY MORNING（2014年5月12日、2015年2月20日、JFN系列）
- ふるさと元気隊・くじぃくじ〜く（2014年7月28日[33]、11月24日[34]、エフエム岩手）
- 久慈市・野田村エリア限定ラジオ くじなのだ（2015年1月22日、エフエム岩手）
- OH! HAPPY MORNING 岩手出張 in 久慈（2015年2月11日、JFN系列）

### イベント
2014年
- 道の駅くじ・やませ土風館6周年記念感謝祭（2014年4月6日、道の駅くじ・やませ土風館多目的ホール）
- 三陸鉄道北リアス線・南リアス線全線運行再開記念イベント「駅前賑わい市」（2014年4月6日、三陸鉄道久慈駅前）
- 歌の会なかまチャリティショー（2014年4月13日、久慈市文化会館アンバーホール）
- いわて久慈ふるさとグルメグランプリ（2014年4月27日、中町イベント広場（久慈市））
- やませ土風館・わいわいキッズフェスタ（2014年5月5日、道の駅くじ・やませ土風館）
- あまロスクリニック（2014年5月24日・25日、あまちゃんハウス（久慈市））
- 盛岡競馬場イベント 久慈市PR（2014年6月1日、盛岡競馬場エントランス広場）
- 第2回 三陸のものマルシェ（2014年6月21日、JR秋葉原駅1階コンコース）[35]
- あまロスクリニック（2014年6月28日・29日、あまちゃんハウス（久慈市））
- 修倫会まつり（2014年6月29日、社会福祉法人修倫会 あすリード本舗（久慈市））
- にっぽん丸見送りセレモニー（2014年7月17日、久慈港諏訪下埠頭）
- 侍浜海水プール プール開き（2014年7月20日、侍浜海水プール（久慈市））
- かえってきたヒーロー2014（2014年7月20日、久慈市民文化会館アンバーホール）
- 未来（あした）への道1000km縦断リレー スタート式（2014年7月26日、久慈市役所）
- 久慈みなと・さかなまつり（2014年7月27日、久慈市漁協周辺） - 出張あまロスクリニックを開催。
- やまびこの里コンサート（2014年7月27日、自然村ファミリーランド（久慈市））
- あまロスヒーリングツアー（2014年7月28日、まちなか散歩・三陸鉄道乗車・小袖海岸・道の駅くじ・やませ土風館見学） - ツアーガイド・素潜り実演。
- 第25回北限の海女フェスティバル（2014年8月3日、久慈市小袖漁港荷捌き所）
- 十八日町胎内くぐり夜市（2014年7月31日、十八日町商店会特設会場（久慈市））
- ヤマセあきんど祭り（2014年8月6日〜8日、久慈市中心市街地）
- ひろのビーチサッカーフェスティバル2014（2014年8月9日、洋野町種市海浜公園砂浜）
- あまちゃんサミット（2014年8月30日、盛岡市・アイーナホール）
- ふだいまつり 中日（2014年9月6日、普代駅前広場特設会場特設ステージ）
- 久慈秋まつり 中日 郷土芸能大パレード（2014年9月20日、荒町→長内橋（久慈市））
- 平成26年度 ふれあい福祉まつり（2014年9月23日、福祉の村）
- TATSUMIYAMA音楽祭（2014年9月28日、中町イベント広場（巽山公園）（久慈市））
- イーハトーヴ音楽会〜未来に向かって〜（2014年10月4日、岩手県民会館大ホール（盛岡市））
- 復興応援「もりおか広域まるごとフェア」（2014年10月5日、もりおか歴史文化館周辺・盛岡城跡公園芝生広場（盛岡市））
- いわてもりおか食文化フェア2014（2014年10月13日、盛岡手づくり村（盛岡市））
- 第11回東高祭（2014年10月18日・19日、岩手県立久慈東高等学校）
- まちなかハロウィン（2014年10月25日、みちのく銀行久慈支店駐車場）
- 第15回JA秋の大感謝祭（2014年10月26日、JA新いわて久慈支所特設会場）
- まちなか水族館ミニライブ（2014年11月1日、もぐらんぴあ・まちなか水族館1階（久慈市））
- 第21回久慈工祭ミニコンサート（2014年11月2日、岩手県立久慈工業高等学校）
- 第6回秋のさんてつまつり（2014年11月3日、三陸鉄道久慈駅周辺、北リアス線運行部車両基地）
- べっぴんの湯感謝祭2014（2014年11月30日、旧山根小中学校校舎（久慈市））
- ふだいまるごと元気市（2014年11月30日、普代元村市街地）
- 歳末たすけあいチャリティ演芸会（2014年12月7日、久慈市山村文化交流センターおらほーる）
- 歳末たすけあい芸能大会（2014年12月14日、久慈市民文化会館アンバーホール）
- いわて産直市（2014年12月20日、JR上野駅中央改札外グランドコンコース）[36]

2015年
- ふるさと祭り東京2015（2015年1月12日、東京ドーム ふるさとステージ）
- 第48回いわて雪まつり（2015年2月7日、小岩井農場（雫石町））
- いわてS-1スイーツフェア 2015（2015年2月21日、岩手産業文化センター アピオ）
- あまくらぶ&部員の集い（2015年2月28日、道の駅くじ・やませ土風館「風の館」多目的ホール）

### 雑誌連載
- 久慈エリアタウン誌 月刊DANASS（2014年5月号-2015年4月号 、ダナスプランニング） - 「あまくらぶのかじぇにあいたくて」[37]

## エピソード
- NHK連続テレビ小説『あまちゃん』では毎回放送の最後に放送されるエンディングに、「その職業に就いて日が浅い『あまちゃん（甘ちゃん）』だが、仕事を極めるべく奮闘している人々」から写真を募集し「まだまだあまちゃんですが・・・」と題し5秒間、写真を紹介していた[38]。『あまちゃん』第155話のエンディングでは高校生海女クラブの中川沙耶・日ノ沢穏・佐々木紫苑、3名の写真が「アキちゃんに続け！」というタイトルで放送された[39]。
- あまくらぶ結成以前に『あまちゃんメモリーズ 文藝春秋×PLANETS』[40]での、中森明夫×茂木健一郎×中川大地×宇野常寛による『あまちゃん』白熱論争で高校生海女クラブが紹介され、メンバーの中野百瑛が本書の裏表紙のモデルを務めている。
- 三陸鉄道の企画列車にて予約購入できる「うにあわび弁当」のパッケージは、メンバーの佐々木紫苑がデザインしたものである[41]。